# Mireille Hildebrandt

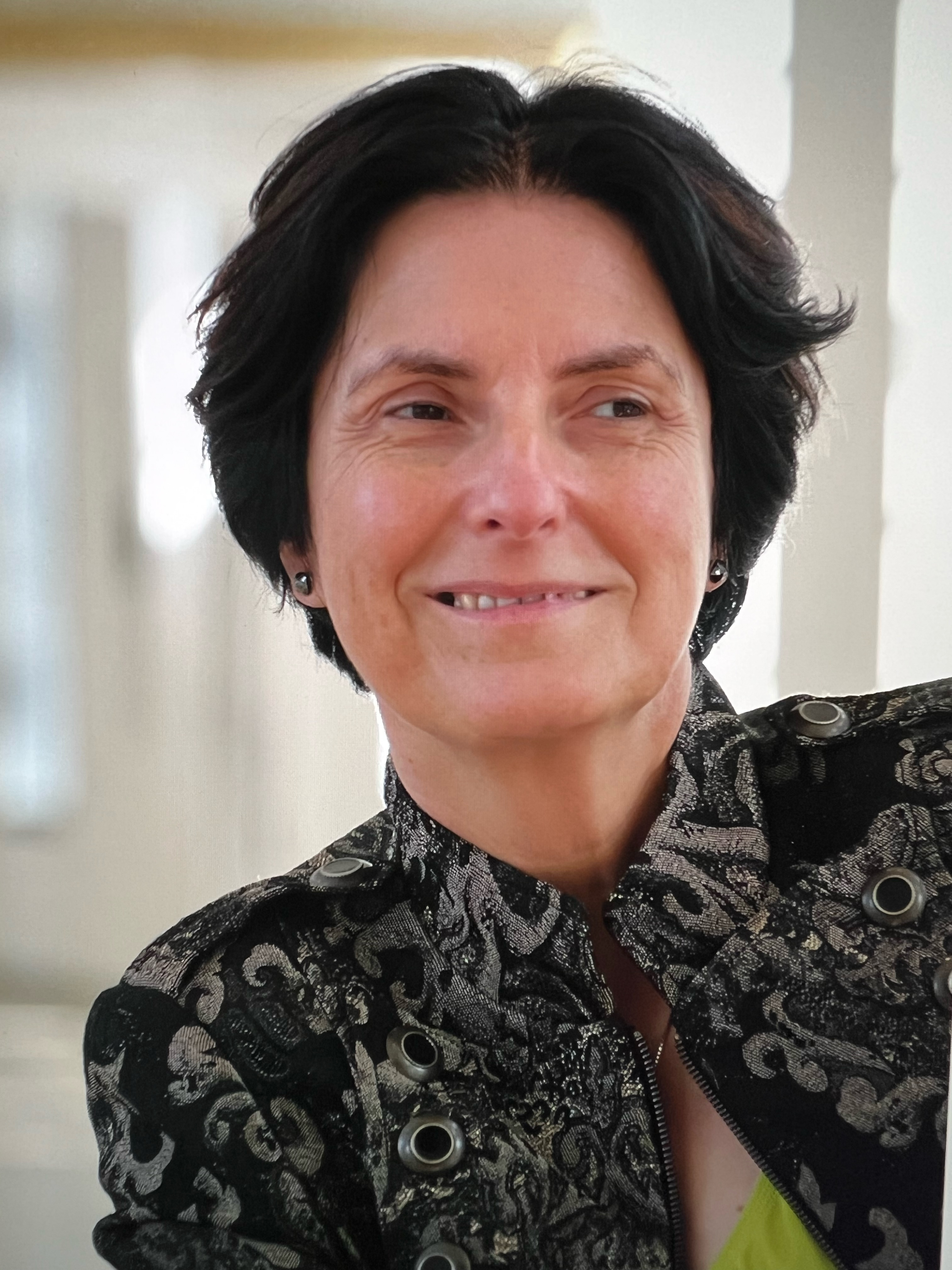
Mireille Hildebrandt, 2016

Mireille Hildebrandt (Den Haag, 1958) is een Nederlandse hoogleraar die verbonden is aan de Vrije Universiteit Brussel en de Radboud universiteit. Ze is werkzaam op het snijvlak van recht en computerwetenschappen. Ze is onderzoekshoogleraar 'Interfacing Law and Technology' aan de Vrije Universiteit Brussel, gefinancierd door de VUB Onderzoeksraad en bekleedt de leerstoel Smart Environments, Data Protection and the Rule of law aan het Institute for Computing and Information Sciences (iCIS) aan de Radboud Universiteit.
Ze is ook de hoofdonderzoeker van het onderzoeksproject 'Counting as a Human Being in the Era of Computational Law' dat loopt van 2019–2024.Voor dit onderzoek heeft de Europese onderzoeksraad. een financiering verstrekt. Het onderzoek richt zich op twee varianten waar automatisering en recht elkaar raken: machine learning en blockchain technologie.
Ze heeft vier wetenschappelijke monografieën, 23 wetenschappelijke bundels en special issues van wetenschappelijke tijdschriften, en meer dan 100 hoofdstukken en artikelen in wetenschappelijke bundels en tijdschriften gepubliceerd. In 2015 gaf ze de Chorley Lecture aan de London School of Economics.